# René Taelman
René Taelman (Auderghem, 1945. május 5. – Brüsszel, 2019. augusztus 13.) belga labdarúgóedző.

## Pályafutása
1980–81-ben az Eendracht Aalst, 1982 és 1984 között az RFC Seraing, 1985-ben a Cercle Brugge vezetőedzője volt. 1985 és 2009 között afrikai és közel-keleti országokban tevékenykedett. A 2000-es afrikai nemzetek kupáján a Burkina Fasó-i válogatott szövetségi kapitánya volt. 2001 és 2003 között a benin válogatott szakmai munkáját irányította.